# 1141

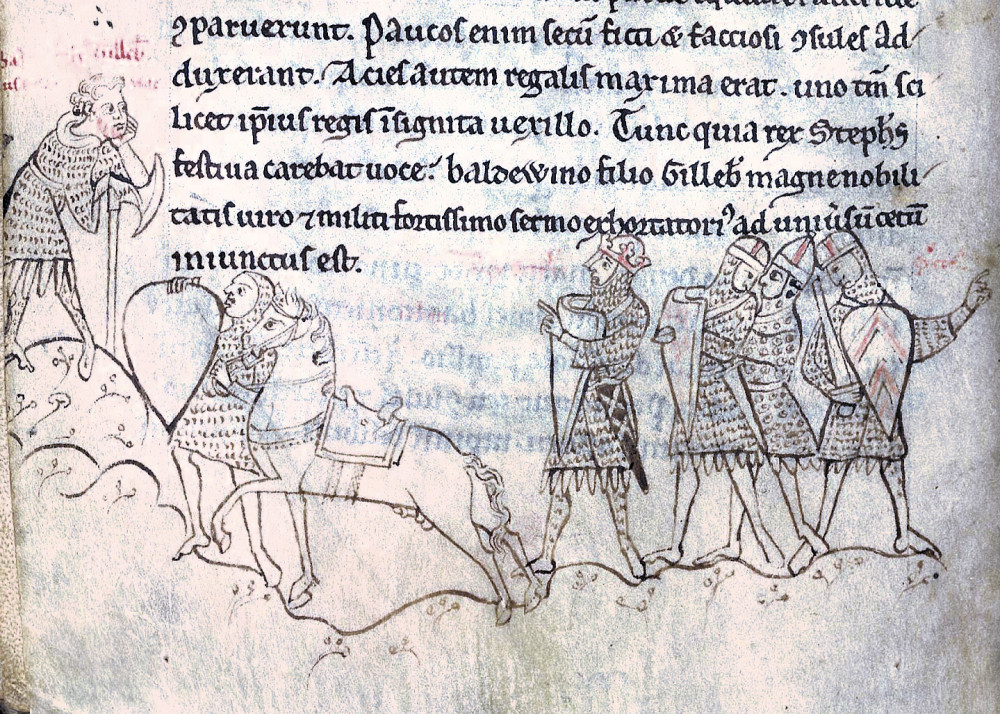
Slag bij Lincoln.

Het jaar 1141 is het 41e jaar in de 12e eeuw volgens de christelijke jaartelling.

## Gebeurtenissen
- 9 september: Slag bij Qatwan: De Kara-Kitan (Westelijke Liao) onder Yelü Dashi verslaan de Seltsjoeken onder Ahmad Sanjar. De Seltsjoeken moeten zich terugtrekken naar Khorasam, en hun rol als groot rijk is in Centraal-Azië en Oost-Iran uitgespeeld.
  - De Kara-Kitan breiden hun rijk uit over Sogdië, Bactrië, Khwarizm en Samarkand.
- Hoogtepunt van de Anarchie, een burgeroorlog tussen koning Stefanus en Mathilde, de dochter van Hendrik I, om het koningschap over Engeland.
  - 2 februari - Slag bij Lincoln: Robert van Gloucester, de belangrijkste bondgenoot van Mathilde, verslaat Stephanus, die gevangen wordt genomen.
  - Mathilde noemt zich heerseres over Engeland en Normandië, en bereid een kroning voor
  - 14 september - Terwijl Mathilde en Robert het kasteel van Winchester belegeren, waar Mathilde zich wil laten kronen, laat Mathilde van Boulogne, de echtgenote van Stephanus, de stad omsingelen. Het leger van Mathilde slaat op de vlucht, en Robert wordt gevangengenomen.
  - De gevangen Stephanus en Robert worden uitgeruild
  - november - Stephanus weet terug de macht te grijpen
  - Mathildes echtgenoot Godfried V van Anjou begint de verovering van Normandië.
- Verdrag van Shaoxing: Vredesverdrag tussen de Jin-dynastie en de Zuidelijke Song-dynastie. Geheel Noord-China komt in handen van de Jin, de grens wordt vastgesteld langs de Huai He en de Song dienen jaarlijks schatting te betalen aan de Jin.
- Koenraad II van Moravië verjaagt Vladislav II van Bohemen en claimt het hertogschap over Bohemen.
- Ludolf van Bierum, de broer van bisschop Hartbert van Bierum van Utrecht, wordt erfelijk burggraaf van Coevorden.
- In Rome wordt de Friezenkerk gebouwd.
- Hugh Bigod wordt gecreëerd graaf van Norfolk.
- Voor het eerst genoemd: Meppel, Pesse, Prostějov

## Opvolging
- Beieren en Oostenrijk - Leopold IV opgevolgd door zijn broer Hendrik Jasomirgott
- patriarch van Byblos (Maronieten) - Gregorius II van Halate opgevolgd door Jakob I van Ramate
- Hongarije - Béla II opgevolgd door zijn zoon Géza II onder regentschap van diens oom van moederskant Beloš van Rascia
- Saint-Pol - Hugo III opgevolgd door zijn zoon Ingelram
- bisdom Straatsburg - Gebhard van Urach opgevolgd door Burchard I

## Afbeeldingen

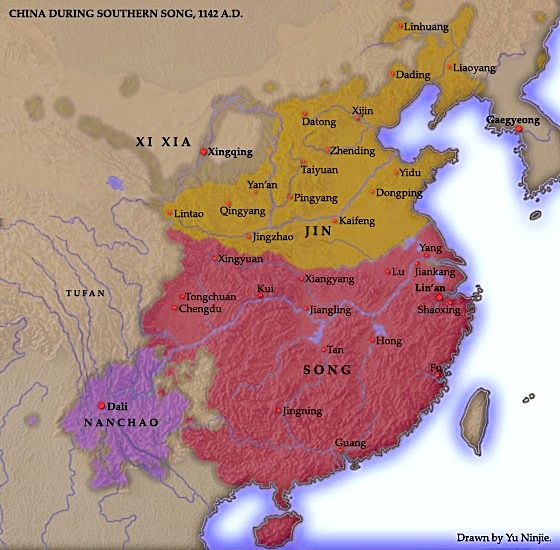
Verdeling van China in 1141/1142
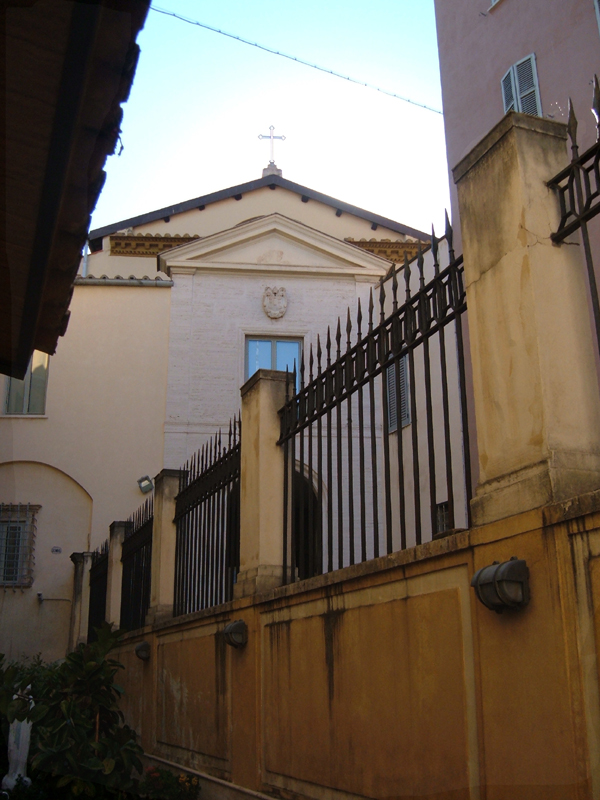
De Friezenkerk
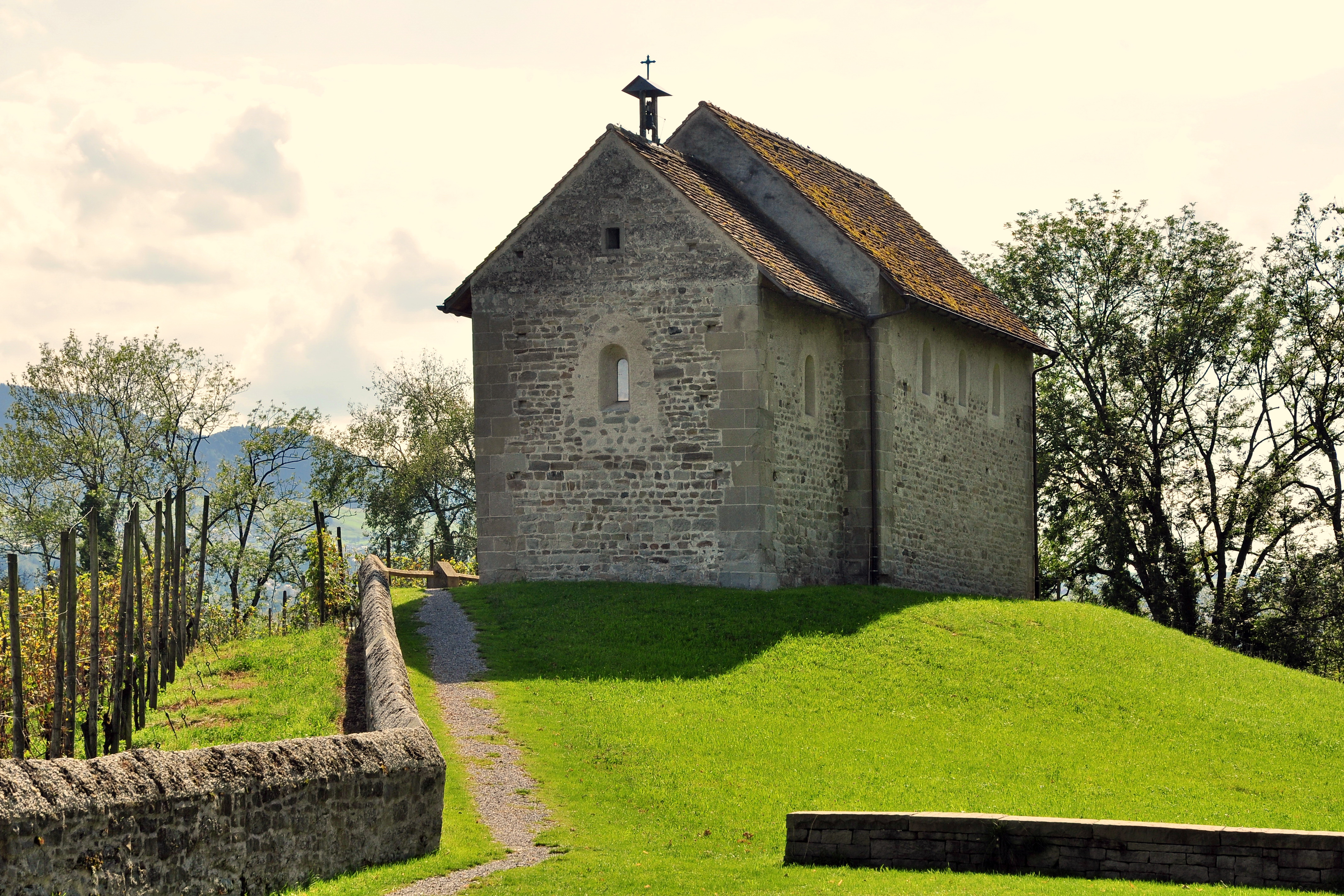
St. Martinskapelle, Ufenau

## Geboren
- 27 mei - Eisai, Japans boeddhistisch leraar
- Malcolm IV, koning van Schotland (1153-1165)
- Nezami, Perzisch dichter en schrijver

## Overleden
- 11 februari - Hugo van Sint-Victor (~43), Duits/Belgisch/Frans filosoof en theoloog
- 13 februari - Béla II (~31), koning van Hongarije (1131-1141)
- 25 mei - Margaretha de l'Aigle (~36), echtgenote van Garcia IV van Navarra
- 10 juni - Richenza van Northeim (~53), echtgenote van Lotharius III
- 13 juli - Gerberga van Oostenrijk, echtgenote van Bořivoj II van Bohemen
- 18 oktober - Leopold IV (~33), hertog van Beieren en markgraaf van Oostenrijk
- Juda Halevi (~66), joods-Andalusisch dichter en filosoof
- Ruben, Armeens prins